# Barèges
Barèges är en kommun och vintersportort i departementet Hautes-Pyrénées i regionen Occitanien i sydvästra Frankrike. Kommunen ligger i kantonen Luz-Saint-Sauveur som tillhör arrondissementet Argelès-Gazost. År 2022 hade Barèges 136 invånare.

## Befolkningsutveckling
Antalet invånare i kommunen Barèges
| Referens: INSEE |